# Zygodon hookeri
Zygodon hookeri är en bladmossart som beskrevs av Georg Ernst Ludwig Hampe 1869. Zygodon hookeri ingår i släktet ärgmossor, och familjen Orthotrichaceae. Inga underarter finns listade i Catalogue of Life.